# Léon Grenier
Léon Grenier est un footballeur français. Il était attaquant.